# Brachygonus
Brachygonus là một chi bọ cánh cứng trong họ 
Elateridae.
Chi này được Buysson miêu tả khoa học năm 1912.

## Các loài
Các loài trong chi này gồm:
- Brachygonus bouyoni (Chassain, 1992)
- Brachygonus campadellii Platia & Gudenzi, 2000
- Brachygonus frater Wurst, 1995
- Brachygonus gratiosus Platia & Schimmel, 1991
- Brachygonus hadullanus Wurst, 1995
- Brachygonus megerlei (Lacordaire, 1835)
- Brachygonus meraculus (Reitter, 1889)
- Brachygonus ruficeps (Mulsant & Guillebeau, 1855)
- Brachygonus ruficepsoides Platia & Gudenzi, 2002
- Brachygonus vesticornis (Kishii, 1957)